# Народен театър „Иван Вазов“
Народен театър пренасочва насам.  За театъра в Битоля, Република Македония, вижте Народен театър (Битоля).
Народен театър „Иван Вазов“ е национален културен институт в областта на театралното изкуство в град София. За начало на летоброенето на Народния театър се счита заповед на министъра на народното просвещение д-р Иван Д. Шишманов, с която от 1 януари 1904 г. управителят на подкрепяната от държавата Народна драматическа трупа „Сълза и смях“ г-н Илия Миларов е назначен за „Интендант“. От пролетта на същата година названието на трупата вече е Български народен театър.
От 1906 г. до 1951 г. трупата носи името Народен театър, а от 1951 г. до 1962 г. – Народен театър „Кръстьо Сарафов“. От 1962 г. и до днес официалното название е Народен театър „Иван Вазов“. 

## Сградата на театъра
Със заповед от 14 юли 1903 г. министър д-р Ив. Д. Шишманов назначава комисия начело с г-н Илия Миларов, която да подготви предложение за постройка на сграда за Народния театър в София. Народното събрание взима решение и с Указ на княз Фердинанд I се отчуждава терен на мястото на бившия дъсчен театър „Основа“, където през юни 1904 г. започва строежът на сградата по проект на виенските архитекти Фердинанд Фелнер и Херман Хелмер. Живописното оформление на тавана и стените в зрителната зала, която разполага с 848 места, е възложено на известния виенски художник Рудолф Фукс. Народният театър отваря врати на 3 януари 1907 г. със специално представление. Преди тържественото откриване множество студенти освирква княз Фердинанд I и той с указ решава да затвори Софийския университет за шест месеца.
На 10 февруари 1923 г. по време на юбилейния спектакъл „Апотеоз на родното драматично изкуство“ избухва пожар, който унищожава театъра. От началото на новия сезон трупата играе разделена на две части в различни градове на България, а след това шест години – на сцената на специално ремонтирания „Свободен театър“ в София.
Сградата на Народния театър е реконструирана през периода 1924 – 1928 г. по проект на немския архитект Мартин Дюлфер и на българския строителен инженер, завършил в Мюнхен, Кирил Чапаров. Освен изграждането на новата железобетонна конструкция, от Германия е доставена сценична механизация, произведена от фирмите „Круп“ и „МАН“, каквато имат само най-добрите театри в европейските метрополии. Тази техника работи от 1929 г. и до днес, като се използва във всички представления на Голямата сцена на театъра.
По време на бомбардировките над София през Втората световна война е разрушено Южното крило на театъра. След края на войната сградата е възстановена и от април 1945 г. Народният театър отново отваря вратите си за публиката. Последното преустройство и реставрация е осъществено през 1972 – 1975 г. под ръководството на проф. инж. Венелин Венков, когато се изгражда и специална Камерна сцена. Цялостното художествено оформление е дело на художниците Дечко Узунов, Георги Чапкънов и Иван Кирков, който е и автор на завесата на театъра – неугасващия Феникс.

## История на театъра

### Началото: 1904 – 1944 година
Докато се строи сградата на Народния театър, трупата изнася своите представления в салона на читалище „Славянска беседа". Сред артистите основатели са Иван Попов, Васил Кирков, Кръстьо Сарафов, Адриана Будевска, Стоян Бъчваров, Атанас Кирчев, Гено Киров, Вера Игнатиева, Шенка Попова, Христо Ганчев, П. К. Стойчев, Теодорина Стойчева, Сава Огнянов, Златина Недева, Константин Сапунов, Борис Пожаров, Николина Бъчварова, Екатерина и Георги Златареви, Тодорка Бакърджиева и др.
Пиеси поставят Иван Попов и хърватинът Сърджан Туцич, а по-късно е поканен видният чешки актьор Йозеф Шмаха, който става главен режисьор и артистичен директор на театъра. Освен него, като режисьори поставят спектакли Гено Киров, Пенчо Славейков, П. К. Яворов, Христо Ганчев, Павел Ивановски, Сава Огнянов.
След първите стъпки на Народния театър започва процес на засилен интерес от страна на българските писатели към сценичното изкуство. Създават се едни от най-значимите произведения, превърнали се в класически за българската драматургия: „Към пропаст“, „Борислав“ (1909), сценичен вариант на „Под игото“ и „Казаларската царица“ от Иван Вазов, „Вампир“ и „Над безкръстните гробове“ от Антон Страшимиров, „Боян Магесникът“ от Кирил Христов, „Мъжемразка“ от Ст. Л. Костов, „В полите на Витоша“ от П. К. Яворов и др. Създава се институцията артистичен секретар и артистичен съвет към театъра, пряко отговарящи за връзката с авторите. Поставят се пиеси както от световната класическа драматургия, така и от най-значимите съвременни европейски автори – Стриндберг, Ибсен, Чехов.
Като режисьори се включват още Кръстьо Сарафов, Стоян Бъчваров, Васил Кирков, Гео Милев, Георги Стаматов. Този период се отличава с водещата роля на актьорското присъствие в спектаклите. В печата непрестанно се водят ожесточени дискусии за репертоара, режисурата или нейното отсъствие и за хроничните кризи на управлението на театъра.
В края на второто десетилетие на ХХ век приключва институционалното и художествено изграждане на Народния театър, постепенната му професионализация, съпоставима с балканския и донякъде общоевропейския театрален процес. Със смъртта на Иван Вазов през 1921 г. свършва и периодът на изграждане на Народния театър като основен културен институт на България.
След опожаряването на театъра през 1923 г. трупата гостува известно време в провинцията, но в края на есента се връща в София и шест години играе на сцената на „Свободен театър“. За директор е назначен известният литературен критик и редактор на сп. „Златорог“ Владимир Василев, който кани в ръководството Андрей Протич, Ст. Л.Костов и Сирак Скитник. Назначени са нови артисти, сред които Любомир Золотович, Иван Димов, Петя Герганова, а не след дълго и младите Зорка Йорданова, Борис Ганчев, Константин Кисимов, Мара Пенкова, Олга Кирчева, Марта Попова, Георги Громов, Борис Борозанов, Владимир Трандафилов и др. За артистичен секретар е назначен актьорът Хрисан Цанков, учил в Москва и в Берлин при Макс Райнхард. Скоро той започва да поставя като режисьор, а като драматург е привлечен големият поет Николай Лилиев. През 1925 г. за главен режисьор е назначен руснакът Н. О. Масалитинов, който предлага в Народния театър да се открие Драматическа школа. В нея се включват не само всички млади артисти и стажанти, но и всепризнати звезди като Кр. Сарафов и Г. Стаматов. Още с първата си постановка на „Дванайсета нощ“ от Шекспир, която се посреща като истински театрален празник, Масалитинов показва, че занапред професионализмът все повече ще завладява театъра. До края на Втората световна война на сцената на Народния театър се води своеобразен естетически дуел между Хрисан Цанков, който определя режисьора като „автор“ и при когото преобладава условността, стилизацията, експресията и търсенето на синтеза, и „класика“ Н. О. Масалитинов с неговия реалистичен, психологически театър, където режисурата е втъкана в текста и скрита в актьорското майсторство. Това е период, през който на сцена се играят за първи път такива пиеси като „Майстори“ от Р. Стоянов, „Големанов“ и „Вражалец“ от Ст. Л. Костов, „Зидари“ от П. Ю. Тодоров, „Албена“ и „Боряна“ от Й. Йовков, „Свекърва“ от А. Страшимиров и др.
Някои от най-значителните фигури на този период са директорите Христо Цанков – Дерижан, проф. Михаил Арнаудов, Владимир Полянов, драматурзите проф. Александър Балабанов, Димитър Подвързачов, Теодор Траянов, режисьорите Йосиф Осипов, Юрий Яковлев и Боян Дановски, художниците Александър Миленков, Александър Божинов, Иван Пенков.
През 1943 г. към Народния театър се създава Държавна театрална школа. Преподаватели са главният режисьор Н. О. Масалитинов и артистите Г. Стаматов, Вл. Трандафилов, П. Атанасов. Школата поставя началото на професионалното театрално образование в България. През 1948 г. тя е преобразувана в Държавно висше театрално училище и отделена от Народния театър като самостоятелна институция, която през 1956 г. вече се нарича ВИТИЗ „Кръстьо Сарафов“.

### В социализма: 1944 – 1989 година
Политическата промяна на 9 септември 1944 г. рефлектира, разбира се, и върху цялостния художествен облик на Народния театър. Извършена е „чистка“ в театралното ръководство, отстранен е Хрисан Цанков. В режисьорската колегия освен Н. О. Масалитинов влизат младите надежди Стефан Сърчаджиев, Кръстьо Мирски, Моис Бениеш. През 1947 г. за главен режисьор е назначен Боян Дановски. Първата си премиера има и режисьорът Филип Филипов, който дълги години ще определя художествения облик на театъра. Напълно се променя структурата на репертоара, за известно време от нея изчезват съвременните европейски автори, като се поставят множество руски и съветски пиеси и някои незначителни български произведения. Реализмът завладява сцената. Внедряването на системата на Станиславски става задължително условие за метода на социалистическия реализъм, който официално се обявява за единствено възможния естетически и идеологически художествен принцип.
Въпреки политическия надзор и стремежа изкуството да бъде подчинено на догмата на тесни политически рамки, в Народния театър и след 1944 г. се създават постановки на високо художествено равнище. Сред тях са „Дневникът на Ани Франк“ с реж. М. Бениеш, „Сирано дьо Бержерак“ с реж. Ст. Сърчаджиев, „Иван Шишман“ с реж. Н. Люцканов, „И най-мъдрият си е малко прост“ с реж. Ф. Филипов, „Мария Стюарт“ с реж. Кр. Мирски, „Опит за летене“ с реж. Мл. Киселов, „Последен срок“ с реж. Кр. Азарян и др. 
Театърът продължава да има много силна актьорска трупа, в която освен ветераните от предишни години, водещи фигури вече са и Ружа Делчева, Магда Колчакова, Ирина Тасева, Иванка Димитрова, Маргарита Дупаринова, Славка Славова, Мила Павлова, Андрей Чапразов, Рачко Ябанджиев, Асен Миланов, Георги Раданов, Спас Джонев, Апостол Карамитев, Йордан Матев, Стефан Гецов, Любомир Кабакчиев, Лео Конфорти, Георги Георгиев – Гец и много други талантливи артисти.
В различни години на сцената на Народния театър са поставяли поканените от чужбина режисьори:
Раша Плаович и Арса Йованович (СФРЮ), Борис Бабочкин (СССР), Такис Музенидис (Гърция), Яцек Вошчерович (Полша), Борис Ливанов и Борис Захава (СССР), Клифорд Уилямс (Великобритания), Андрей Гончаров, Олег Ефремов и Георгий Товстоногов (СССР), Брако Плеша (СФРЮ). 

### Съвремие: 1989 – 2014 година
В началото на 1989 г. се подготвя навлизането на т. нар. „договорна система“. Кризата от края на 1989 и началото на 1990 г. се усеща и в театъра. Разпада се Художественият съвет, който е имал задача да легализира представленията. Народният театър се възприема като символ на официозната социалистическа култура и е подложен на най-силни удари. Дико Фучеджиев, директор към онзи момент, се оттегля и от началото на новия сезон през 1990 – 1991 г. Народният театър има нов директор – театроведът проф. Васил Стефанов.
Театърът приема под своя покрив експерименталния театър ТР „Сфумато“, а неговите режисьори Маргарита Младенова и Иван Добчев стават част от театъра. В периода поставят режисьорите Леон Даниел, Крикор Азарян, Красимир Спасов. „Камината“ от М. Минков и „Последната лента на Крап“ от С. Бекет, реж. Крикор Азарян, „Цената“ от А. Милър, реж. Л. Даниел, „Васа Железнова – 1910“ от М. Горки, реж. Кр. Спасов, „Спомен за една революция“ по Бюхнер и Мюлер и „Великденско вино“ от К. Илиев с реж. Ив. Добчев, „Лоренцачо“ от Ал.дьо Мюсе, „В полите на Витоша“ от П. К. Яворов и „Нирвана“ от К. Илиев с реж. М. Младенова са сред най-силните театрални постижения, не само в рамките на репертоара на Народния театър. „Лоренцачо“ е избран за спектакъл на сезон 1991/1992.
В началото на 1993 г. е назначен режисьорът Александър Морфов. Още първият му спектакъл „Дон Кихот“ по Сервантес е избран сред спектаклите на сезона. Той създава нов образ на театъра и въвежда в залите му нова, млада публика. Спектаклите на Морфов преобръщат и пародират познатите претенциозни интерпретации на класиката. Появата на Морфов ефектно и зрелищно символизира радикалното оттласкване на театъра от неговото минало. Картината на спектаклите от този период представлява колаж от постмодернистични опити, от реанимираната режисура на знака, от модернистични интерпретации. Пародията, иронията, резигнацията бележат сценичния свят на повечето от тях. Може би най-симптоматичен в това отношение е спектакълът на Александър Морфов „На дъното“ от Максим Горки.
Към края на 90-те проф. В. Стефанов напуска. В началото на 2000 г. артистичен директор на Народния театър става Александър Морфов, а административен директор Павел Васев. Не след дълго първо П. Васев, а по-късно и Морфов напускат. В навечерието на стогодишнината на Народния театър през 2003 г. проф. Васил Стефанов отново поема ръководството. Следва още един пълен мандат на Павел Васев като директор, след който временно е назначен Александър Морфов. Той остава на поста в периода януари – септември 2015 г., като подава оставка във връзка с планирани промени в бюджетирането на театрите, които не отчитат статуса на театъра на държавен културен институт с национално значение. Временен директор е Милица Трайкова (дългогодишен зам. директор по финансовите въпроси). Александър Морфов е главен режисьор и ръководи художествената политика. Неговите спектакли – „На ръба“, „Животът е прекрасен“ по Н. Ердман, „Полет над кукувиче гнездо“ по Кен Киси, „Дон Жуан“ по Молиер, „Хъшове“ по Иван Вазов, – са сред заглавията, които привличат най-много публика в театъра. От лятото на 2016 г. до пролетта на 2022 г. директор на Народния театър е актьорът Мариус Донкин. От 2022 г. директор е Васил Василев.
Сред най-успешните спектакли от последните две десетилетия на Голяма сцена са още „Крал Лир“ от У. Шекспир, постановка на Явор Гърдев, „Пигмалион“ от Б. Шоу в постановката на Леон Даниел, „Вишнева градина“ от А. П. Чехов, постановка на Крикор Азарян, „Сако от велур“ от Ст. Стратиев, постановка на Бойко Богданов, „Идеалният мъж“ от О. Уайлд и „Балът на крадците“ от Ж. Ануй, поставени от Тиери Аркур.
Много от спектаклите имат дълъг живот, сред тях са „Господин Ибрахим и цветята на Корана“ от Е.-Е. Шмит, постановка на Сн. Танковска, с над 150 представления, „Контрабасът“ с над 200, „Хъшове“ с над 250.
Всеки сезон на трите сцени на театъра се изиграват над 600 представления и се представят около 10 премиерни спектакъла. Народният театър „Иван Вазов“ разполага с три сцени – Голяма сцена с 780 места, Камерна сцена със 120 места и Сцена на IV етаж, която приема 90 зрители. Трупата на театъра осъществява между 8 – 10 премиери за един театрален сезон. Народният театър поддържа богат репертоар от съвременни и класически заглавия, насочен към интереса и вниманието на най-широка публика.
В резултат на демократичните промени театърът установява трайни връзки със сцените в другите европейски страни. Участва в театралните фестивали БИТЕФ, Бонско биенале „Нови пиеси от Европа“, НЕТ (Москва), фестивала на Европейските национални театри във Варшава и много други.

## Галерия
- Главната фасада
- Детайл
- Детайл
- Нощем
- Фасада